# Штриховец
Штриховец (словен. Štrihovec) је насељено место у општини Шентиљ, Подравска регија, Словенија.

## Историја
До територијалне реорганизације у Словенији био је у саставу старе општине Песница.

## Становништво
У попису становништва из 2011. године, Штриховец је имао 236 становника.
| Број становника према пописима | Број становника према пописима | Број становника према пописима |
| ------------------------------ | ------------------------------ | ------------------------------ |
| 1991                           | 2002                           | 2011                           |
| 322                            | 333                            | 236                            |

Напомена: Године 2002. умањено за део насеља који је припојен насељу Шентиљ в Словенских горицах.